# Andrzej Stelmach
Andrzej Stelmach (Strzegom, 15 agosto 1972) è un allenatore di pallavolo ed ex pallavolista polacco.
Giocava nel ruolo di palleggiatore.

## Carriera
La carriera di Andrzej Stelmach inizia nella squadra della sua città, la Szkolny Klub Sportowy Strzegom. La prima esperienza ad alti livelli arriva nella stagione 1989-90 con la maglia del Klub Sportowy Chełmiec Wałbrzych, club partecipante al campionato polacco di seconda divisione; l'anno successivo passa al Klub Sportowy AZS Częstochowa Sportowa, dove rimane per sette campionati, ottenendo quattro scudetti e una Supercoppa polacca. In questo periodo arrivano anche le prime convocazioni nella nazionale della Polonia, con la quale prende parte ai Giochi Olimpici di Atlanta e al campionato europeo del 1993 e del 1995.
Terminata l'esperienza con la squadra di Częstochowa si trasferisce nel campionato italiano, dove affronta la Serie A1 con tre squadre diverse. Dal 1997-98 al 1998-99 è a Padova, con la maglia della Petrarca Pallavolo, mentre nel 1999-00 passa al Cuneo Volley Ball Club, dove ottiene la vittoria della Supercoppa italiana; nel 2000-01 è al 4 Torri Ferrara. Con la sua nazionale partecipa al campionato mondiale del 1998 e al campionato europeo del 2001.
Dopo gli anni trascorsi in Italia il palleggiatore torna al Klub Sportowy AZS Częstochowa Sportowa, passando poi al Płomień Sosnowiec e soprattutto al Klub Piłki Siatkowej Skra Bełchatów, dove in tre annate aggiunge al suo palmarès due campionati polacchi e due Coppe di Polonia; partecipa inoltre alle Olimpiadi di Atene 2004. Chiuso questo periodo ricco di successi torna ancora a Częstochowa, ottenendo un altro successo nella coppa nazionale, passando poi al Międzyszkolny Uczniowski Klub Sportowy Siatkarz Wieluń e al Klub Sportowy Akademickiego Związku Sportowego Uniwersytetu Warmińsko-Mazurskiego w Olsztynie. Dal 2013-14 è tesserato per il Miejski Klub Sportowy Międzyszkolny Ośrodek Sportowy w Będzinie.

## Palmarès
- Campionato polacco: 6

1992-93, 1993-94, 1994-95, 1996-97, 2004-05, 2005-06
- Coppa di Polonia: 3

2004-05, 2005-06, 2007-08
- Supercoppa polacca: 1

1995
- Supercoppa italiana: 1

1999

### Nazionale (competizioni minori)
- Universiade 1993